# カワサキ・GPX750R
カワサキ・GPX750R （ジーピーエックスななひゃくごじゅうアール）は、1986年から1989年までの間市販された川崎重工業（カワサキ）のオートバイである。北米仕様の車名はNinja750R。

## 概要
本モデル発売前、カワサキには排気量750ccスポーツモデルとしてGPZ750Rが存在したが、GPZ900Rを国内販売用に排気量ダウンさせたモデルであるため、車両重量等の面で他メーカーの同カテゴリ車種より不利になることが避けられなかった。当時のレースカテゴリTT-F1のレギュレーションは1984年から排気量は750ccまでとなっており、世界耐久のレギュレーションもこのF1規定に準じていたため、ベースとなる750cc専用設計の車両が求められていた。
1986年7月、カワサキ初の750cc専用設計モデルとしてGPX750Rが発売された。GPZ750Rから、乾燥重量で33kgの軽量化を果たし、TT-F1をはじめとするレースのベース車両として使用された。
車両開発の方向性としては、レース対応一辺倒ではなく、市販車ロードスポーツとしての実質的な性能を追求したものとなっている。他メーカーの同カテゴリ車種で多く採用されていた、レースイメージに直結する仕様（アルミフレーム、別体型メーター、シングル風シート、等）を採用せず、性能で劣らないスチールフレームを開発、視認性にすぐれた一体型メーター、タンデムのしやすいロングシートとしグラブバーを設置するなど、動力性能を犠牲にせずに公道での使用の快適性を高めた車両となっている。
バックミラーについて、同型が採用されたのは当車種が初となるが、ZX-10、GPZ900R（A7以降）、GPZ1000RX（後期）、GPZ1100、ZZR250などの車種にも採用されている。またメーターパネルはGPX400Rと共通。フロントフェンダーはZX-10と共通である。
カワサキは1989年に、GPX750Rからパワーユニットを引き継いだZXR750を発売した。ZXR750は完全なレーサーレプリカタイプであり、日本国内では併売されることなく、GPX750Rの販売は終了された模様である。

## 車両解説
カワサキ初の750cc用完全新設計であり、GPZ750Rから16kgの軽量化、全幅も31mm小さくしている。GPZ系で採用していたサイドカムチェーンではなく、センターカムチェーンを採用。同じくGPZ系で採用していたY字ロッカーアームによる2バルブを1ロッカーアームで作動させる方式から1バルブを1ロッカーアームで作動させる方式に換え、カムシャフトの山も1本に付き4個から8個に増やした。カムシャフトは一対の山の中央で保持され、カムシャフトのたわみを抑える効果を狙う。
点火系のレヴリミッターは12,200rpmで点火をカットする設定だが、レッドゾーンは11,000rpmからであり、実際は14,500rpmまで動弁系が正しく作動する能力を持つ、RPMS（レッドライン・プラス・マキシマム・システム）。エアクリーナーからキャブレターまでのダクト内部形状が、主吸気通路と負圧やジェット通路とを分離し、主吸気通路の吸気流速を高めるH.I.TEC（ハイベロシティ・インダクション・テクノロジー）を採用している。
オートバイでは初となるオルタネーターのベルト駆動DADS（ドライ・オルタネータ・ドライブ・システム）を採用。軽量かつ伝導効率にすぐれ、レース使用時の容量変更が容易であるとのメリットが謳われたが、使用に伴いテンション調整が必要な上、ベルト切れのリスクが存在する。
量産オートバイとしては初の異型2ポットキャリパー、BAC（バランスド・アクチュエーション・キャリパ）を採用。またリアキャリパーはカワサキ量産車として初のフローティングマウントを採用している。
FAST FRAME（フェザーウェイト・アロイ&スチールテクノロジー・フレーム）と称される新設計のフレームは、メインフレームとリアフレームから構成されている。メインフレームはハイテンション鋼管製のダブルクレードルタイプ、リヤフレームはアルミ角パイプ製。スチールフレームの重量は13kgに収められている。
フロントフォークには、それまで使われていたブレーキ油圧感知式アンチダイブシステムのAVDS（オートマチック・バリアブル・ダンピング・システム）に代わり、フロントブレーキスイッチと連動させた電気式応答型アンチダイブシステムのESCS（エレクトリック・サスペンション・コントロール・システム）を装備する。
その他の特徴は
- チェーン調整機構は、カワサキの大排気量車で多く採用されているエキセントリック式ではなく、一般的なアジャストボルトで調整するタイプである。
- 燃料計を装備するが、ガソリンタンクのフューエルコックにリザーブのポジションがない。ガス欠を防止するためのワーニングランプがメーターパネルに設置されている。ガソリン残量5.5リットルで薄赤く点灯、残量5.0リットルで真っ赤に光る。
- 方向指示器スイッチが、プッシュキャンセルではない。1987年2月に発売されたGPX400Rではプッシュキャンセルが採用されていたが、GPX750Rは同年11月発売の1987年仕様（F2）においても従前のままであった。
- ウインカーの灯火自体はビルトインタイプだが、仕向地によってはステーにより車体から離して設置させた仕様も存在する。
- ライトスイッチ（オン・ポジション・オフ）およびハザードスイッチを備える。
- 左側サイドカバーにネームホルダを備える。

## モデル一覧

### F1(1986年-)
- エンジンナンバー ZX750FE000001~016200
- フレームナンバー ZX750F-000001~018000
- 車体カラー
  - ██エボニー/パールコスミックグレー（█赤のラインが入る。ロゴ等は金、銀、赤を使用）
  - ██パールアルペンホワイト/メタリックジェントリーゴールド（ロゴ等は黒、金、赤を使用）
  - Pearl Alpine White/Sunbeam Red（輸出専用カラー）
- 「Kawasaki」ロゴと「TWIN CAM 16-VALVE」の文字がフロントカウルに、「GPX」ロゴがシートカウルに入る。

### F2(1987年-)
- エンジンナンバー ZX750FE162001~
- フレームナンバー ZX750F-018001~
- 車体カラー
  - █エボニー（██金とグレーのラインが入る。ロゴ等には金を使用）
  - Firecracker Red（輸出専用カラー）
  - Candy Persimmon Red（輸出専用カラー）
- 「Kawasaki」ロゴはガソリンタンクに、「GPX」ロゴがフロントカウルに、「TWIN CAM 16-VALVE」の文字がシートカウルに入る。

### F3(1989年-)
輸出専用車両
- 車体カラー
  - Firecracker Red(Red/Black)
  - Candy Persimmon Red
  - Luminous Polaris Blue/Pearl Alpine White
- 輸出車両は、輸出先にもよるが最高出力106ps/9500rpmを誇った。
- 輸出車両限定カラーとして、ライムグリーン/ホワイトのカラーリングもあった。

### F4(1990年-)
輸出専用車両
- 車体カラー
  - ██Ebony/Firecracker Red

## レース戦績
基本的には、GPX750Rの車名で参戦していたものについて記載する（ZXR-7として参戦したものについては記載しない）。
- 全日本ロードレース選手権[2]

| ライダー   | 予選順位 | 決勝順位 |
| ---------- | -------- | -------- |
| 多田喜代一 | －       | 7位      |

| ライダー   | 予選順位 | 決勝順位 |
| ---------- | -------- | -------- |
| 宗和孝宏   | 6位      | R(敗退)  |
| 多田喜代一 | 13位     | 11位     |

| ライダー   | 予選順位 | 決勝順位 |
| ---------- | -------- | -------- |
| 多田喜代一 | －       | －       |

- 鈴鹿8時間耐久ロードレース[3]

| 順位 | ゼッケンNo. | ライダー                           | 周回数 | 予選順位 | 予選タイム | チーム名             |
| ---- | ----------- | ---------------------------------- | ------ | -------- | ---------- | -------------------- |
| 5    | 9           | Pierre Etienne Samin Thierry Crime | 191    | 13       | 2'21.003   | TEAM KAWASAKI FRANCE |
| 7    | 31          | Johan Van Vaerenbergh Paul Ramon   | 190    | 44       | 2'25.157   | MOTOR ROAD RT.LEUVEN |
| 55   | 41          | 宗和孝宏 多田喜代一                | 24     | 10       | 2'20.016   | GOOD LUCK TEAM GREEN |

| 順位 | ゼッケンNo. | ライダー                              | 周回数 | 予選順位 | 予選タイム | チーム名              |
| ---- | ----------- | ------------------------------------- | ------ | -------- | ---------- | --------------------- |
| 12   | 16          | Richard Hubin Michel Simul            | 194    | 48       | -          | RAVINE TANIO KAWASAKI |
| R    | 15          | Johan Van Vaerenbergh Eric De Doncher | 115    | 56       | -          | RAVINE TANIO KAWASAKI |
| R    | 22          | Roger Pawl Hurst 中井直道             | 73     | 38       | -          | BEET RACING           |

| 順位 | ゼッケンNo. | ライダー                         | 周回数 | 予選順位 | 予選タイム | チーム名      |
| ---- | ----------- | -------------------------------- | ------ | -------- | ---------- | ------------- |
| 17   | 16          | Johan Van Vaerenbergh Paul Ramon | 191    | 60       | 2'25.906   | RAVINE RACING |